# پاین گروو (ویرجینیای غربی)
پاین گروو(به انگلیسی: Pine Grove) شهری در ایالت ویرجینیای غربی کشور ایالات متحده آمریکا است که جمعیت آن در سرشماری سال ۲۰۱۰ میلادی، ۵۵۲ نفر بوده‌است.